# City (Stadt)
Die City (englisch city ‚Stadt‘; von lateinisch civitas ‚Bürgerschaft, Staat‘) ist in der Stadtforschung und der Umgangssprache der Anglizismus für die Innenstadt oder das Geschäftszentrum einer Großstadt.

## Allgemeines
City ist in der deutschen Sprache die Bezeichnung für das Zentrum von Großstädten, charakterisiert durch eine Konzentration von Dienstleistungsunternehmen, Handel, Restaurants, Hochbauten und hoher Verkehrsdichte. Die City muss nicht identisch sein mit der Altstadt. Verwendet wird City in Wortverbindungen wie City-Bahn, Citybus, City Center, Megacity oder Smart City.

## Begriffsentwicklung
City bezeichnete ursprünglich eine Kathedralstadt. Der deutsche Begriff wurde im 18. Jahrhundert aus dem Englischen übernommen, in Anlehnung an die City of London, das ökonomische Zentrum des Empire. Da der Londoner Ballungsraum die alten Stadtgrenzen überschritten hatte und bis nach Surrey und Kent reichte, musste zwischen der City und der Metropolis, dem heutigen Inner London, unterschieden werden (vgl. Metropolitan Police Service, Metropolitan Board of Works). Bis zur Gründung des County of London 1888 verstand man in England unter „London“ jedoch immer die City. Dieses Verhältnis von City und Ballungsraum wurde auf andere Städte übertragen, so bezeichnete Friedrich Hebbel die Wiener Innere Stadt als „die City“.
siehe auch: City (Begriffsklärung)

## Stadtforschung
Die deutsche Stadtforschung befasst sich unter anderem mit der Kernstadt, Global City und World City. Die Konzepte von Global City und World City stellen in der jüngeren Stadtforschung wohl die einflussreichsten Repräsentanten gegenwärtiger Urbanisierungsprozesse im globalen Maßstab dar. Das Global City-Konzept geht davon aus, dass die Art und Weise der Integration einer Stadt in die Weltwirtschaft ihre ökonomisch-soziale Entwicklung bestimmt. Die Autorin Saskia Sassen prägte 1996 den Begriff der Global City. Sind in einer Stadt die Wirtschaftszweige Finanzwirtschaft, Versicherungswesen und Immobilienwirtschaft (englisch Finances, Insurance, Real Estate, FIRE) besonders stark vertreten, formieren sie ein Netzwerk, in denen die Städte einen Knotenpunkt bilden. Internationale Finanzplätze wie Frankfurt am Main, London, New York City, Singapur oder Tokio sind dadurch automatisch eine Global City.
In der deutschen Sprache ist die City in erster Linie ein Funktionsbegriff. Es handelt sich um den zentral gelegenen Teilraum einer Großstadt mit einer räumlichen Konzentration hochrangiger zentraler Funktionen des tertiären und quartären Sektors, deren Standorte vielfältig miteinander in Beziehung stehen, d. h. so genannte Standort- und Funktionsgemeinschaften bilden.
Weitere typische Merkmale eines als City bezeichneten Gebietes:
- es ist im Allgemeinen räumlich gegliedert und macht damit sogenannte funktionale Viertel aus,
- es ist durch eine differenzierte Entwicklungsdynamik gekennzeichnet,
- Abnahme der Wohnbevölkerung seit Beginn des modernen Citybildungsprozesses,
- Überwiegen der Tag- gegenüber der Nachtbevölkerung,
- geringer Anteil des verarbeitenden Gewerbes,
- hohe Arbeitsplatzdichte,
- hohe Boden- und Mietpreise,
- besondere physiognomische Merkmale (Schaufenster, Bebauungsdichte, Repräsentationswert, Passantenfrequenz).

Treffender wird daher in der Stadtforschung der Begriff Central Business District (CBD) als Synonym für die City als Geschäftszentrum verwendet.

## International
Die City of London ist ein Distrikt und das historische und wirtschaftliche Zentrum der englischen Region Greater London. Westlich hiervon liegt die City of Westminster als ein Stadtbezirk von London, der den westlichen Teil des Stadtzentrums bildet. Zürich ist zwar keine Mega-City, wird häufig aber als Global City eingestuft, Kolkata ist eine Mega City, aber keine Global City, New York City ist beides.